# Miguel Bombarda
Miguel Augusto Bombarda (Rio de Janeiro, 6 de Março de 1851 – Lisboa, 3 de Outubro de 1910) foi um médico, cientista, professor e político republicano português, figura cimeira na sua época.

## Biografia

### Nascimento e formação
Nasceu na cidade do Rio de Janeiro, em 1851, então capital do Império do Brasil. Formou-se na Escola Médico-Cirúrgica de Lisboa, tendo defendido uma tese sobre o "Delírio das Perseguições".

### Carreira profissional
Empregou-se como lente naquela instituição em 1880, onde ocupou, por largos anos, a cadeira de Fisiologia e Histologia; em 1903, passou para a cadeira de Fisiologia Geral e Histologia. Nestas funções, deu um importante contributo para a reforma dos estudos médicos. Colaborou, igualmente, com esta instituição, tendo contribuído para a construção do seu edifício, e para a aquisição de material científico.
Dedicou-se, especialmente, às enfermidades do sistema nervoso, tendo, por este motivo, sido convidado para dirigir o Hospital de Rilhafoles, posição que começou a ocupar em 1892; reorganizou e melhorou esta instituição, tendo iniciado um curso livre de psiquiatria em 1896, e promovido o alargamento do Hospital, com a construção de notáveis edifícios:  Pavilhão de Segurança (1892-1896) (precursor do modernismo e panóptico), Edifício de Enfermarias em Poste Telefónico (1885-1894) (primeiro edifício do mundo com esta tipologia), Edifício de Enfermarias em U (1900) (lajes em betão armado e sistema de ventilação inédito), dois enormes Telheiros (1894) para o passeio dos homens e das mulheres, Oficinas para Doentes (1894), nova Cozinha (1904), etc.
Aí exerceu igualmente as funções de cirurgião hospitalar, e ao reorganizar a sua gestão acabou por o dirigir, desde 1892. Foi, igualmente, médico no Hospital de São José.
Fez parte de várias instituições nacionais e estrangeiras, como o Conselho Superior de Higiene, a Sociedade Portuguesa de Ciências Naturais, da qual foi presidente, e o Conselho de Medicina Legal; também exerceu a posição de secretário geral da Liga Nacional contra a Tuberculose, tendo organizado vários congressos. Presidiu, igualmente, à Academia Real das Ciências Médicas de Lisboa. Nas funções de secretário-geral, foi responsável por organizar o XV Congresso Internacional de Medicina, que se realizou na cidade de Lisboa, em 1906.
Publicou várias dezenas de volumes e cerca de meio milhar de ensaios, a debruçar-se sobre os problemas clínicos terapêuticos e sanitários, e sobre a Psiquiatria. Defensor do anticlericalismo e do monismo naturalista e materialista, provocou polémica quando editou o livro, A Consciência e o Livre Arbítrio, em 1897, e realizou várias conferências, como a Ciência e Jesuitismo, e a Réplica a Um Padre Sábio.

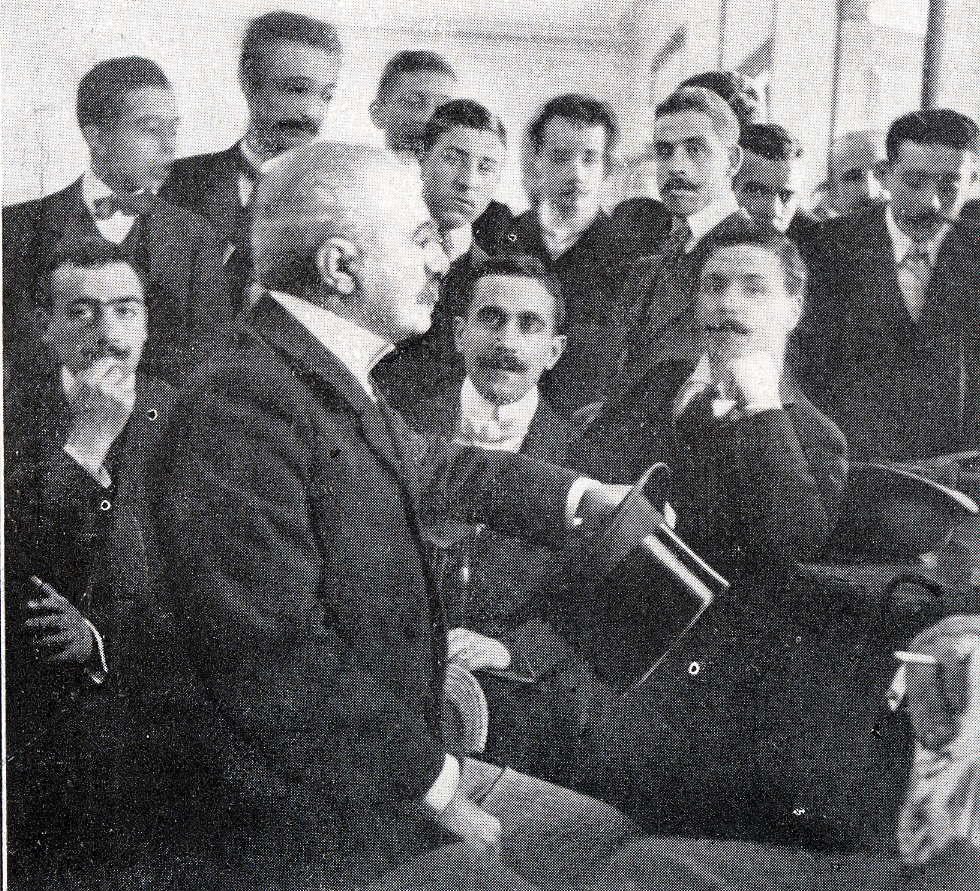
Miguel Bombarda em 1907.

Fundou, junto com Sousa Martins e Manuel Bento de Sousa, o jornal Medicina Contemporânea; dirigiu este periódico até à sua morte, e colaborou frequentemente, tendo publicado vários artigos sobre as ciências médicas. Também colaborou na revista Brasil-Portugal. (1899-1914)

### Carreira política e morte
Iniciou a sua carreira na política em 1908, como deputado adjudicado a Francisco Joaquim Ferreira do Amaral, então Presidente do Conselho; de tendências liberais e anticlericais, declarou-se abertamente como republicano, e dirigiu o Comité Civil do movimento para derrubar a Monarquia. No entanto, na véspera do início, a 4 de Outubro, da Revolução Republicana em Portugal, vitoriosa no dia 5 de Outubro de 1910, foi assassinado no seu gabinete do Hospital de Rilhafoles, por um doente mental, Aparício Rebelo dos Santos, nascido em Braga a 5 de Julho de 1878.
Fundou, em 1901, a Junta Liberal, e foi um membro do Comité Revolucionário, em 1909.
Fez também parte da Maçonaria, sendo iniciado em 1879 na Loja Pureza, com o nome simbólico de "D'Artagnan".
Atualmente, o Museu Miguel Bombarda de Arte de Doentes e Ciência, instalado no antigo Hospital, integra o gabinete onde o Prof. Bombarda foi assassinado, bem como outros locais notáveis, e extenso acervo e arquivo, da primeira instituição psiquiátrica do país, fundada em 1848.

## Obra
Deixou publicados vários escritos, entre os quais:
- Do Delírio das Perseguições (Tese) (1877)
- Dos Hemisférios Cerebrais e Suas Funções Psíquicas (1877)
- Das Distrofias por Lesão Nervosa (1880)
- A Vacina da Raiva (1887)
- Traços de Fisiologia Geral e de Anatomia dos Tecidos (1891)
- Microcefalia (Conferência) (1892)
- Trabalhos Clínicos e de Laboratório do Hospital de Rilhafoles - Contribuição para o Estuda dos Microcéfalos (1894)
- O Hospital de Rilhafoles e os seus Serviços em 1892-1893 (1894)
- Pasteur (1895)
- Lições sobre a Epilepsia e as Pseudo-Epilepsias (1896)
- O Delírio do Ciúme (1896)
- Consciência e Livre Arbítrio (1896)

```
   A Sciencia e o Jesuitismo (1900),Parceria António Maria Pereira
```

Foi o fundador da revista Medicina contemporânea. Foi o secretário-geral do "XVI Congresso Internacional de Medicina e Cirurgia" que se reuniu em Lisboa em 1906.

## Homenagens
Uma das mais antigas ruas do Seixal denomina-se justamente de Dr. Miguel Bombarda, desde a implantação da república, que nesta cidade aconteceu a 4 de outubro de 1910. O mesmo nome é dado à rua principal do Barreiro.
Hoje, em Lisboa, o hospital que ele dirigiu presta-lhe homenagem ao ter recebido o seu nome para o baptizar de novo — Hospital Miguel Bombarda — e tem uma avenida também com o seu nome.
A Câmara Municipal de Lagos colocou o seu nome numa rua da Freguesia de Santa Maria.
Também em Campo Maior (Portugal) existe uma rua denominada Dr. Miguel Bombarda.